# Ридзево (Ґраєвський повіт)
Ридзево (пол. Rydzewo) — село в Польщі, у гміні Райґруд Ґраєвського повіту Підляського воєводства.
Населення — 201 особа (2011).
У 1975—1998 роках село належало до Ломжинського воєводства.

## Демографія
Демографічна структура станом на 31 березня 2011 року:
|          | Загалом | Допрацездатний вік | Працездатний вік | Постпрацездатний вік |
| -------- | ------- | ------------------ | ---------------- | -------------------- |
| Чоловіки | 110     | 23                 | 71               | 16                   |
| Жінки    | 91      | 18                 | 48               | 25                   |
| Разом    | 201     | 41                 | 119              | 41                   |